# Паоло Аллі
Паоло Аллі (італ. Paolo Alli, нар. 6 липня 1950, Леньяно) — італійський політик. Координатор із міжпарламентських зв'язків Італії та України. Президент «Парламентської асамблеї НАТО» (2016—2018).

## Життєпис
Народився 6 липня 1950 року в місті Леньяно, неподалік від Мілана. У 1976 році закінчив Політехнічний інститут у Мілано, інженер-електронік.
У 1993 році був обраний у міську раду Леньяно від християнських демократів як опозиційний радник. У 1997 році він став заступником мера в новій адміністрації правоцентристів.
Після закінчення терміну в 1999 році він працював у великих італійських компаніях, що спеціалізуються в галузі енергетики, де займався технічними публікаціями в галузі енергетики та охорони довкілля.
З червня 2000 року — почав працювати в області Ломбардія, спочатку як генеральний директор в Управлінні комунальних справ, а згодом у Центральному управлінні на посаді директора із зовнішніх зв'язків, міжнародних і комунікації.
З 2006 по 2010 роки — він відповідає за політику кабінету президента Ломбардії Роберто Формігоні.
З 2008 по 2010 років — член Ради директорів Expo 2015 SpA.
У травні 2010 року — призначений заступником секретаря Президії Ломбардії з відповідальністю за оголошенням, і реалізації програми Expo 2015.
До березня 2013 року — заступник генерального комісара Експо 2015.
У 2013 році — на загальних виборах він був обраний членом XVII законодавчого органу Італійської Республіки в виборчому окрузі Ломбардії. Обіймав посаду до 22 березня 2018 року.
Він є членом Комітету в закордонних справах, Комісії з політики Європейського Союзу і двопалатної комісії для здійснення бюджетного федералізму.
16 листопада 2013 року — призупинення діяльності в «Народі свободи», приєднується до «Нового правого центру» на чолі з Анджеліно Альфано. Координатор із міжпарламентських зв'язків Італії і України.
24 листопада 2014 року в ході пленарної сесії, що відбулася в Гаазі, він був обраний віце-президентом «Парламентської асамблеї НАТО».
22 листопада 2016 року — на 62-й сесії НАТО в Стамбулі обраний Президентом «Парламентської асамблеї НАТО». Обіймав посаду до березня 2018 року.

## Нагороди
- орден «За заслуги» III ступеня (Україна, 2018)[5]